# Коморські Острови на літніх Олімпійських іграх 2016
Коморські Острови на літніх Олімпійських іграх 2016 були представлені 4 спортсменами в 2 видах спорту. Жодної медалі олімпійці Коморських Островів не завоювали.

## Спортсмени
| Дисципліна     | Чоловіки | Жінки | Разом |
| -------------- | -------- | ----- | ----- |
| Легка атлетика | 1        | 1     | 2     |
| Плавання       | 1        | 1     | 2     |
| Разом          | 2        | 2     | 4     |

## Легка атлетика
Легенда
- Note – для трекових дисциплін місце вказане лише для забігу, в якому взяв участь спортсмен
- Q = пройшов у наступне коло напряму
- q = пройшов у наступне коло за добором (для трекових дисциплін - найшвидші часи серед тих, хто не пройшов напряму; для технічних дисциплін - увійшов до визначеної кількості фіналістів за місцем якщо напряму пройшло менше спортсменів, ніж визначена кількість)
- NR = Національний рекорд
- N/A = Коло відсутнє у цій дисципліні
- Bye = спортсменові не потрібно змагатися у цьому колі

Трекові і шосейні дисципліни
| Спортсмен     | Дисципліна                               | Попередній забіг | Попередній забіг | Чвертьфінал      | Чвертьфінал      | Півфінал         | Півфінал         | Фінал            | Фінал            |
| Спортсмен     | Дисципліна                               | Час              | Місце            | Час              | Місце            | Час              | Місце            | Час              | Місце            |
| ------------- | ---------------------------------------- | ---------------- | ---------------- | ---------------- | ---------------- | ---------------- | ---------------- | ---------------- | ---------------- |
| Мауліда Даруш | біг на 400 метрів з бар'єрами (чоловіки) | 52.32            | 8                | Н/Д              | Н/Д              | Завершив виступ  | Завершив виступ  | Завершив виступ  | Завершив виступ  |
| Деніка Кассім | біг на 100 метрів (жінки)                | 12.53            | 5                | Завершила виступ | Завершила виступ | Завершила виступ | Завершила виступ | Завершила виступ | Завершила виступ |

## Плавання
| Спортсмен                  | Дисципліна                          | Попередній заплив | Попередній заплив | Півфінал         | Півфінал         | Фінал            | Фінал            |
| Спортсмен                  | Дисципліна                          | Час               | Місце             | Час              | Місце            | Час              | Місце            |
| -------------------------- | ----------------------------------- | ----------------- | ----------------- | ---------------- | ---------------- | ---------------- | ---------------- |
| Атумане Соіліхі            | 50 метрів вільним стилем (чоловіки) | 27.31             | 76                | Завершив виступ  | Завершив виступ  | Завершив виступ  | Завершив виступ  |
| Назлаті Мохамед Andhumdine | 50 метрів вільним стилем (жінки)    | 37.66             | 86                | Завершила виступ | Завершила виступ | Завершила виступ | Завершила виступ |